# Julius Busch

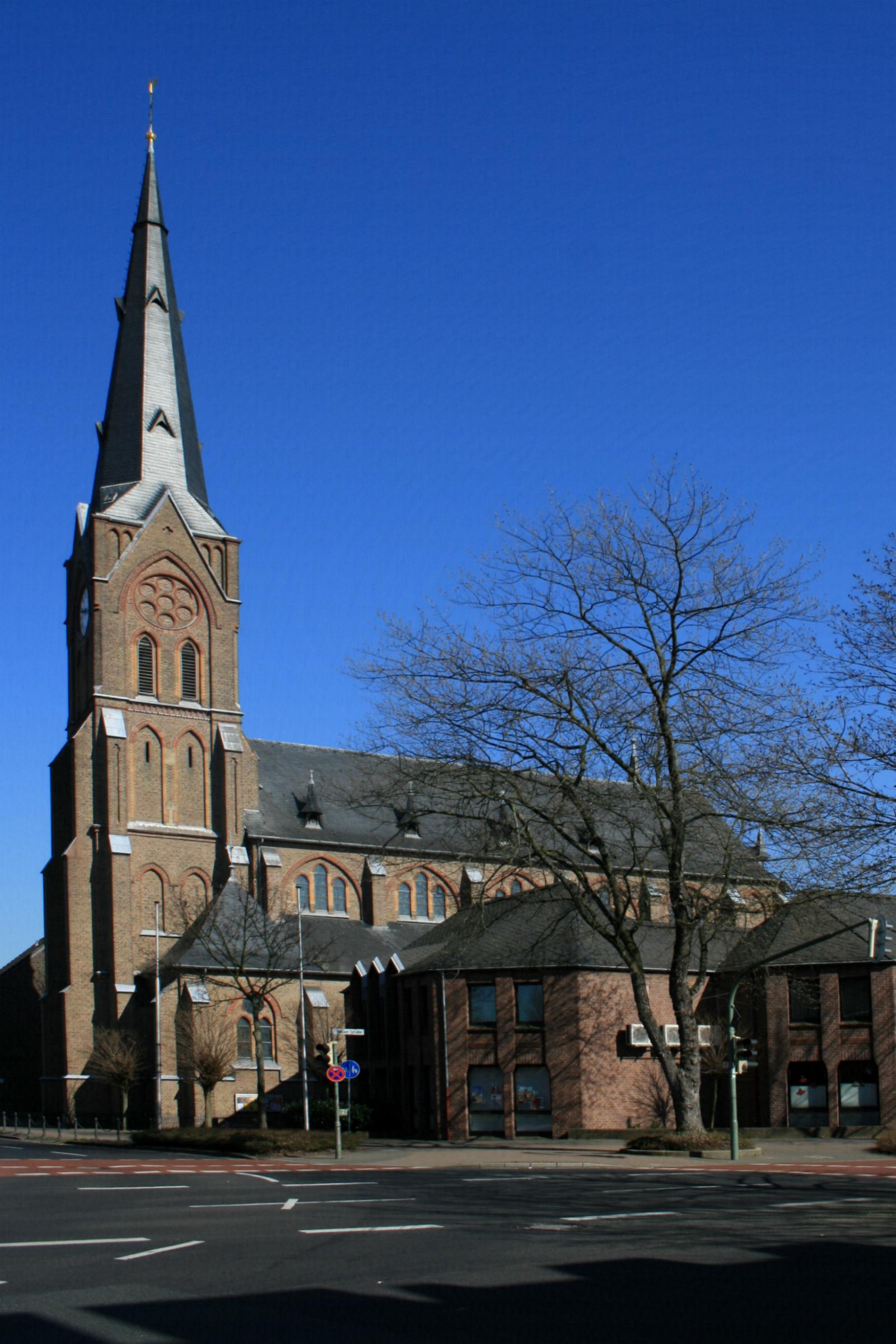
St. Josef, Neuss-Weissenberg

Julius Busch (* 4. Dezember 1838 in Kevelaer; † 24. Oktober 1912 in Neuss) war ein deutscher Architekt, der vor allem durch seine neugotischen Kirchenbauten im Rheinland bekannt ist.

## Leben und Ausbildung

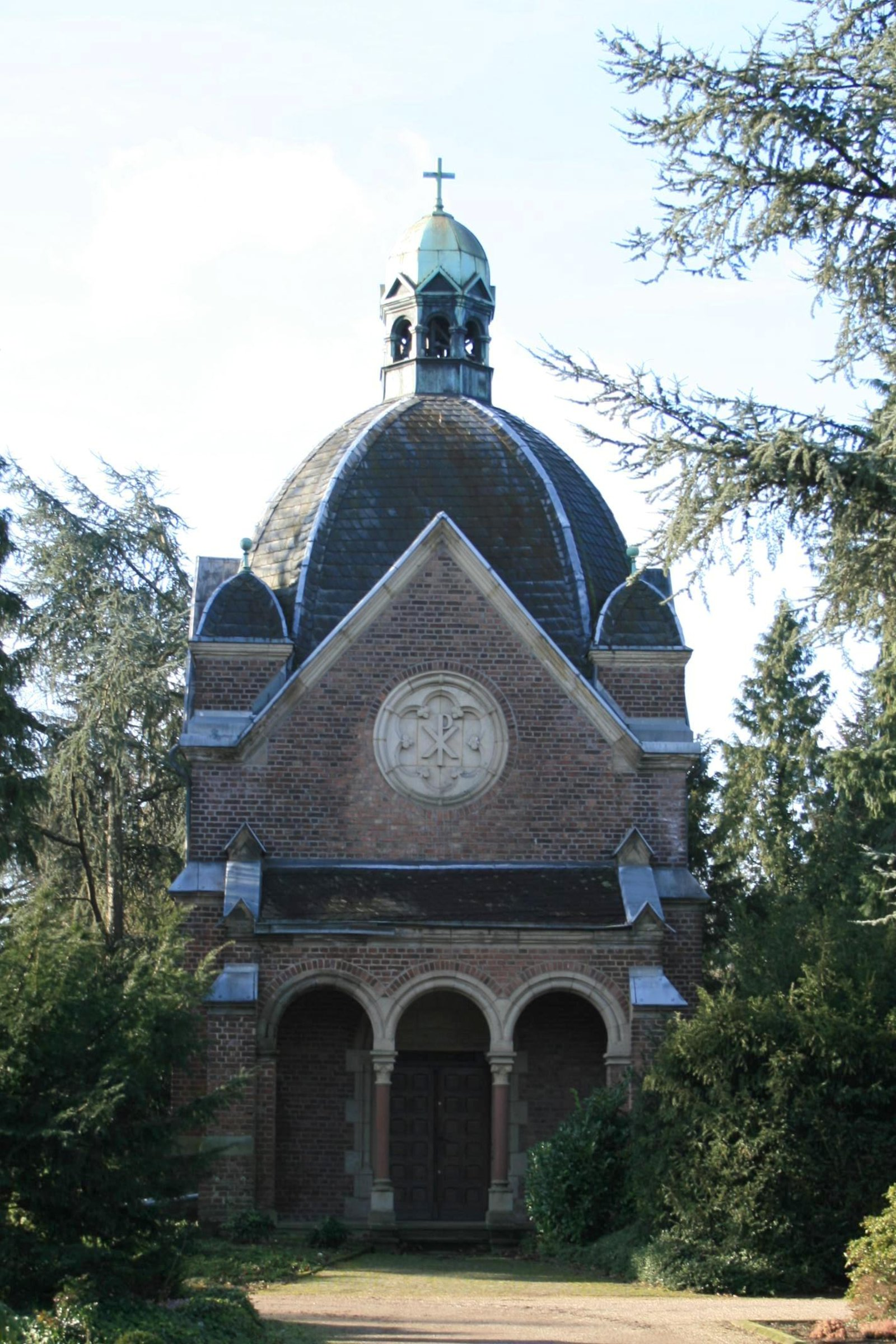
Alte Friedhofskapelle

Busch wurde als Sohn eines Lehrers im Wallfahrtsort Kevelaer geboren. Nach seiner Ausbildung im Baufach an der Berliner Bauakademie mit der Staatsprüfung zum Bauführer (Regierungsbauführer, Referendar im öffentlichen Bauwesen), ließ er sich in Neuss nieder. Nach dort ausgeübter praktischer Tätigkeit bestand er am 14. März 1868 in Berlin die zweite Staatsprüfung zum Regierungsbaumeister (Assessor), schied jedoch bald aus dem Staatsdienst aus und arbeitete als selbständiger Architekt. Er hat etwa 120 Kirchen entworfen, umgestaltet oder restauriert.
Busch war musisch begabt und wirkte in Neuss ehrenamtlich als Chorleiter des von ihm begründeten Quirinuschores. Er engagierte sich auch in der Politik, war führendes Mitglied der Deutschen Zentrumspartei in Neuss und auch Stadtverordneter. An seiner Beerdigung auf dem alten Teil des Hauptfriedhofs nahm die Bevölkerung regen Anteil.

## Bauten und Entwürfe

### In Neuss
- 1884: Kirche St. Josef beim Krankenhaus der Augustinerinnen (jetzt St. Augustinus-Kliniken)
- 1884: Kirche St. Josef in Weissenberg
- 1888: Kirche St. Peter in Hoisten
- 1901: Kirche St. Josef in Weckhoven (profaniert)
- 1902: Kirche St. Marien
- 1902: Kapelle auf dem Hauptfriedhof
- Wohn- und Geschäftshäuser an der Breite Straße und der Drususallee
- Wohnhaus Krefelder Straße 43[3]

Einige kurze Baubeschreibungen finden sich in den nach Straßen geordneten Listen der Baudenkmäler in Neuss

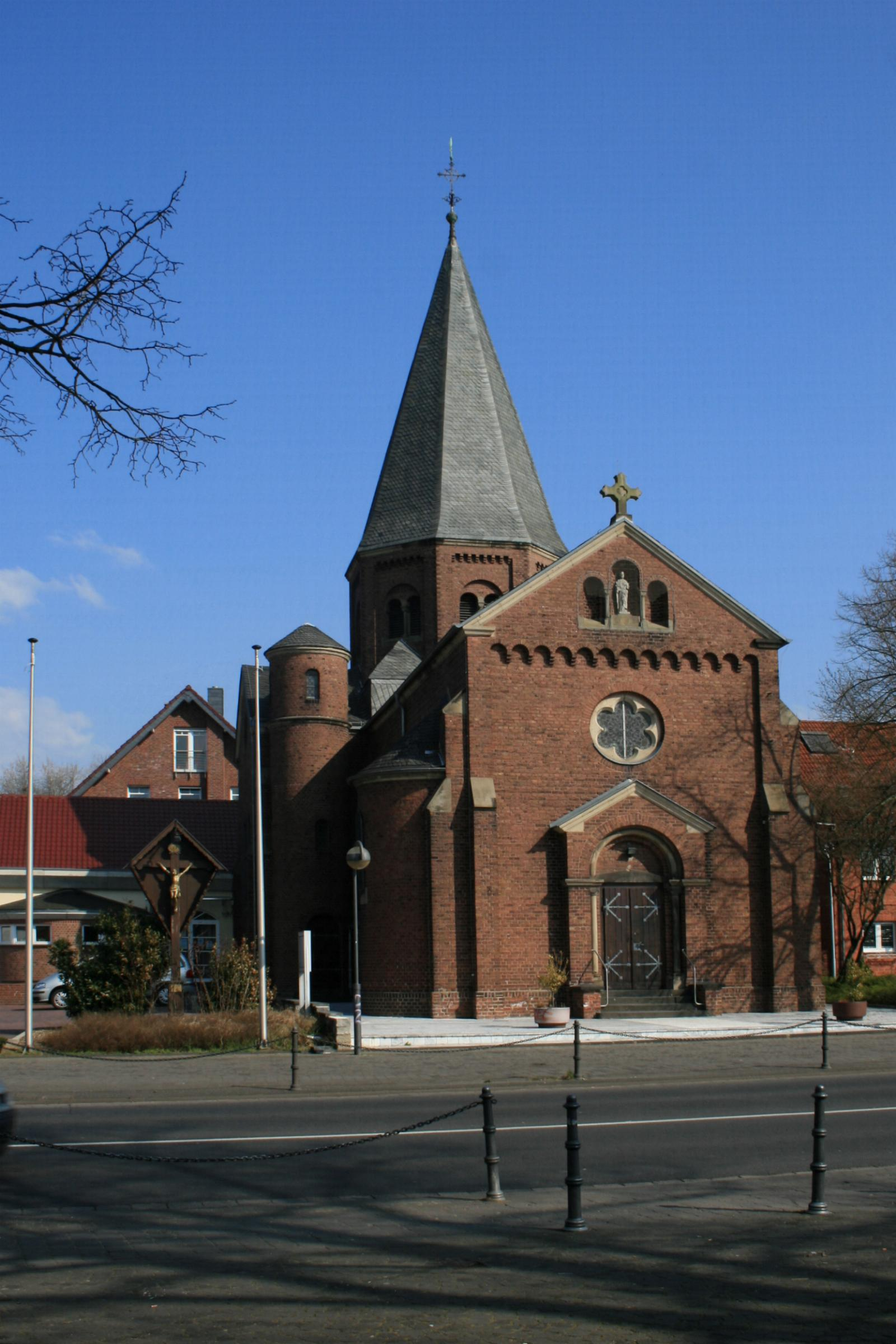
St. Joseph, Weckhoven
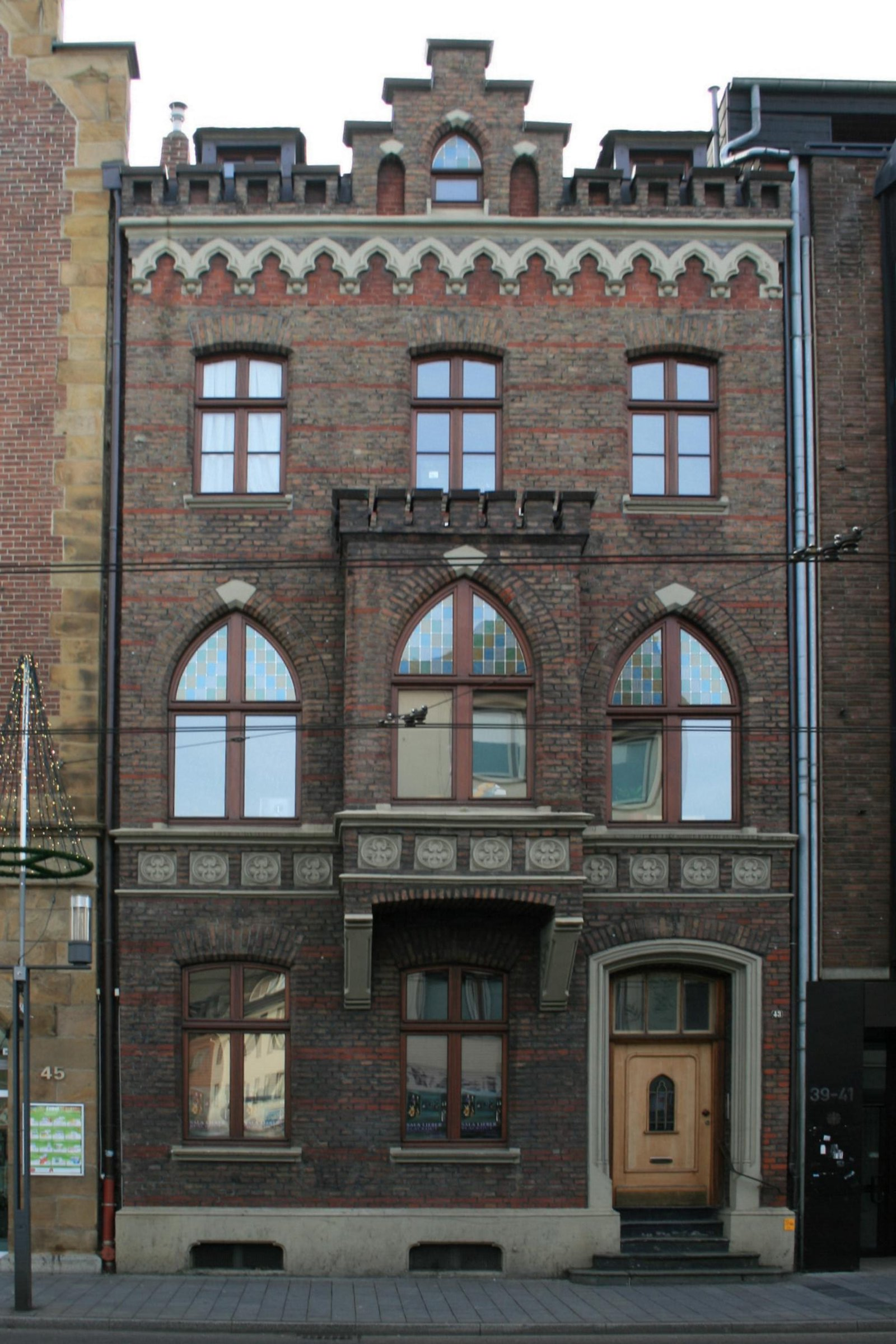
Krefelder Straße (1870)
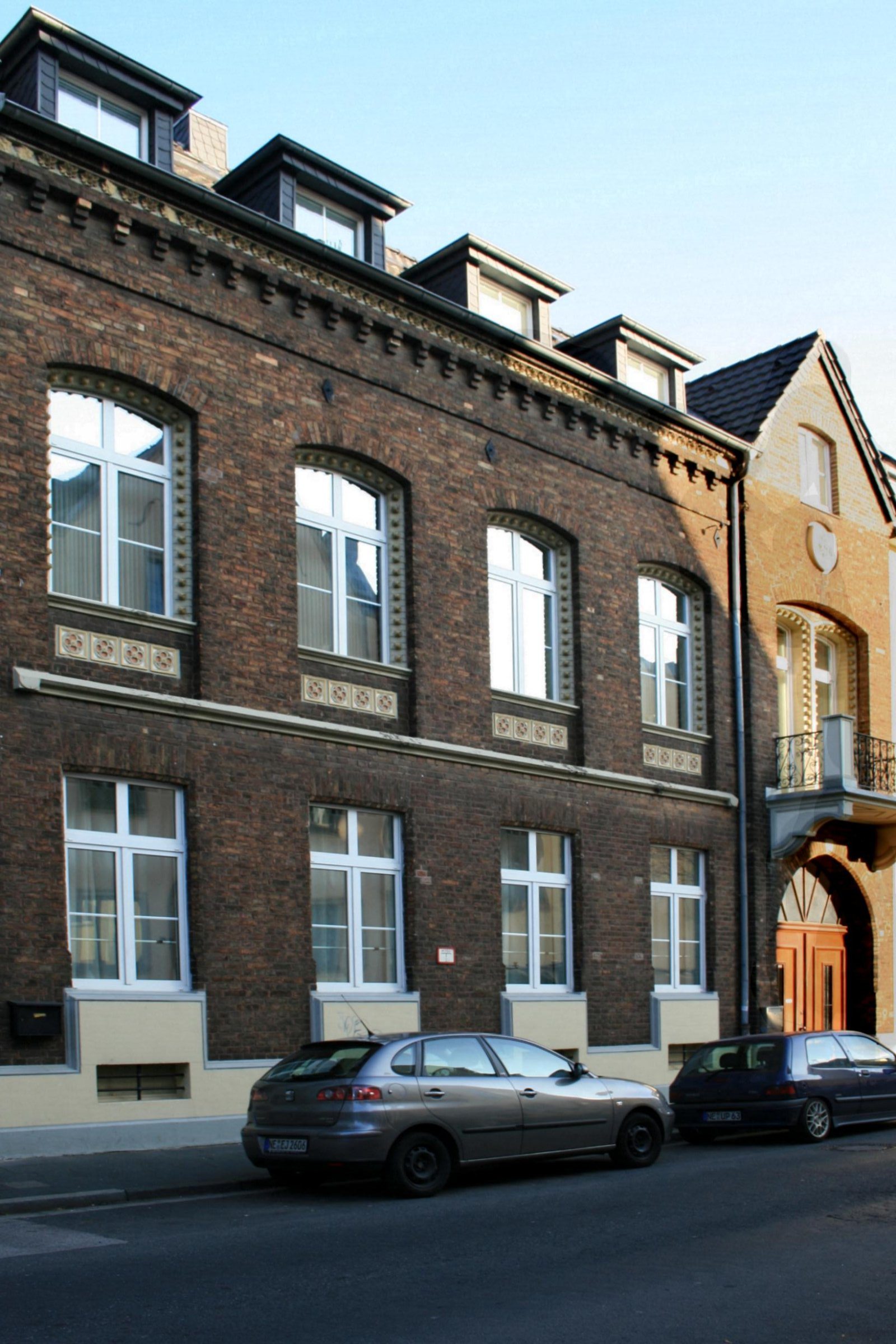
Breite Straße 65 (1871)
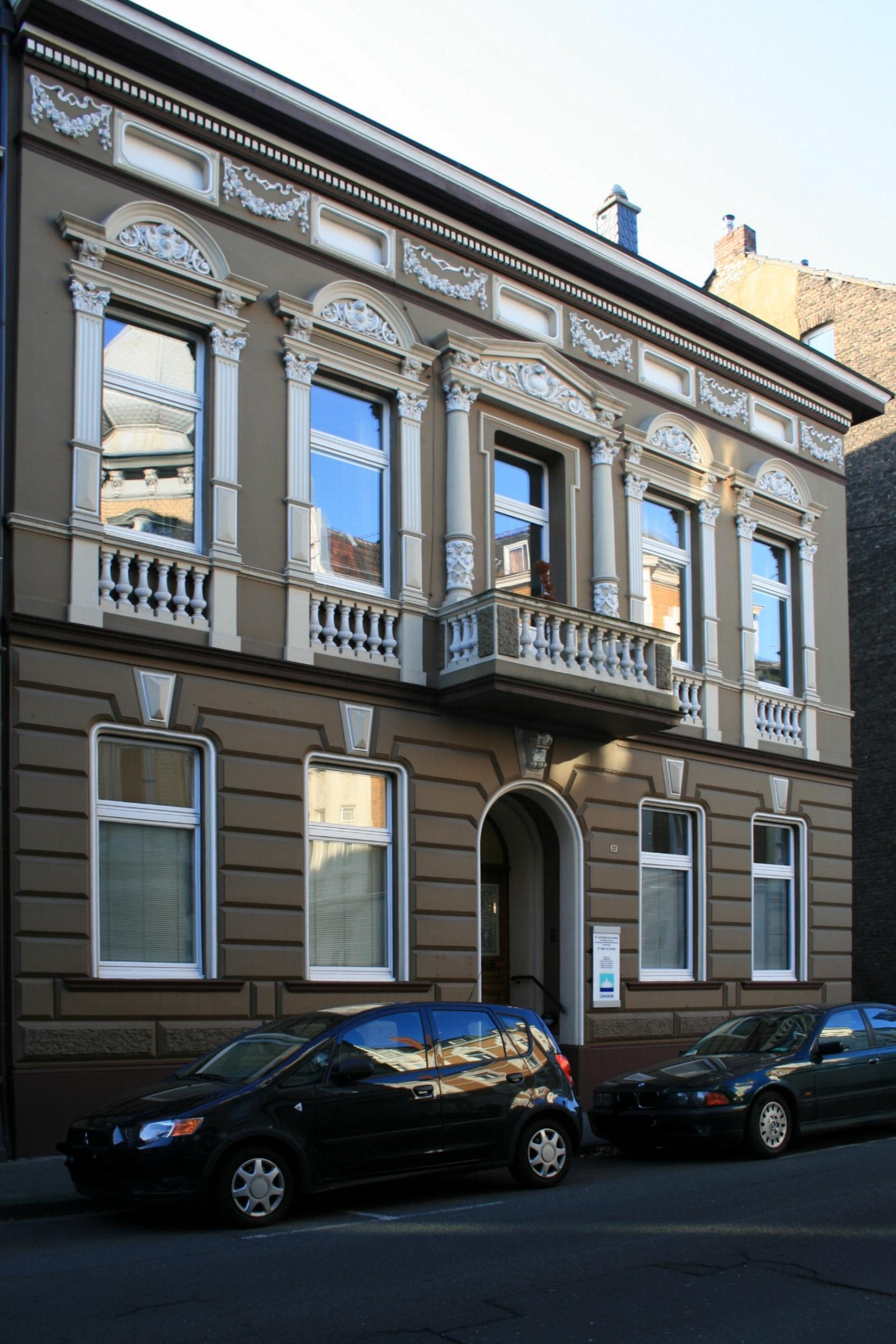
Breite Straße 22 (1874)
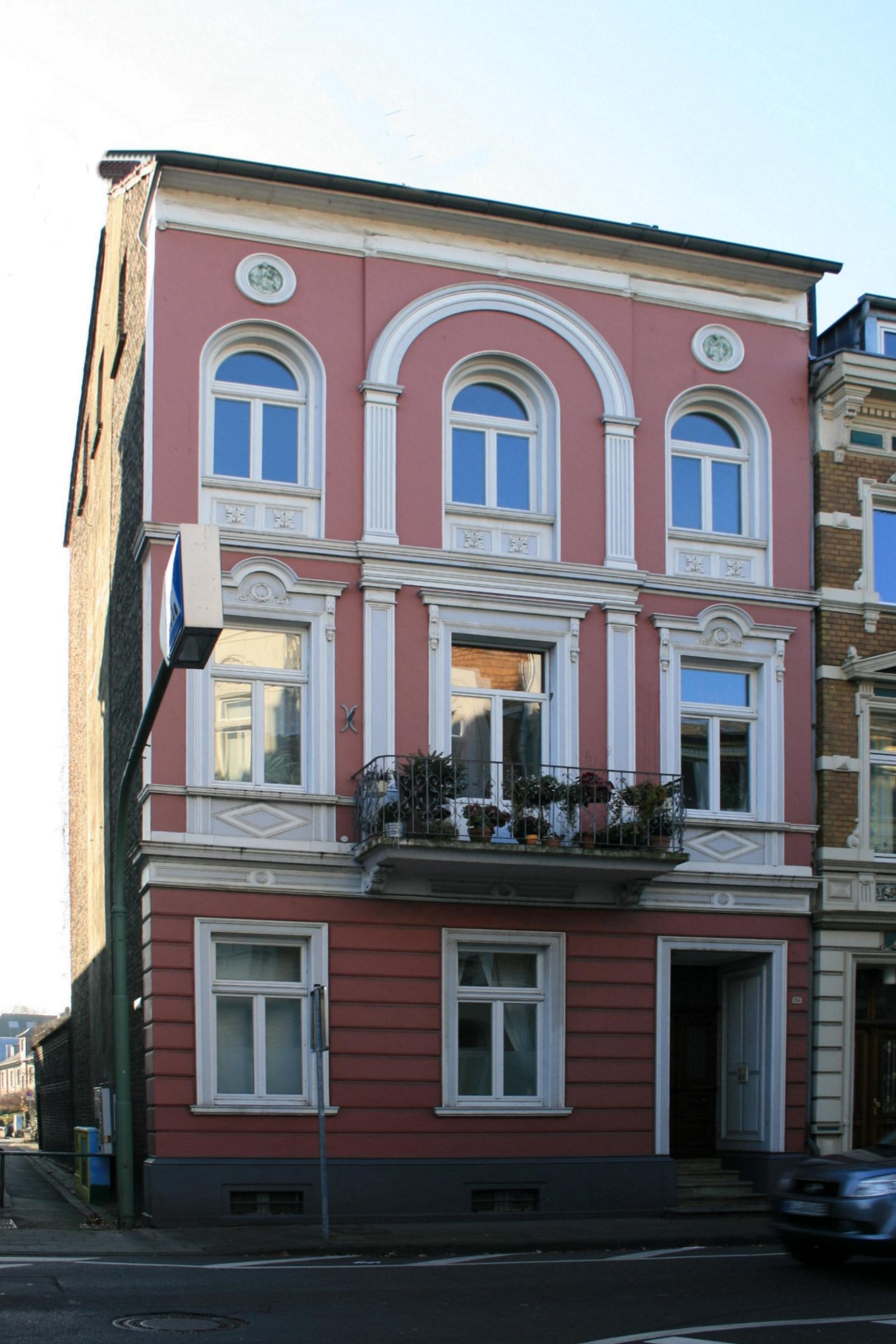
Breite Straße 24 (1875)
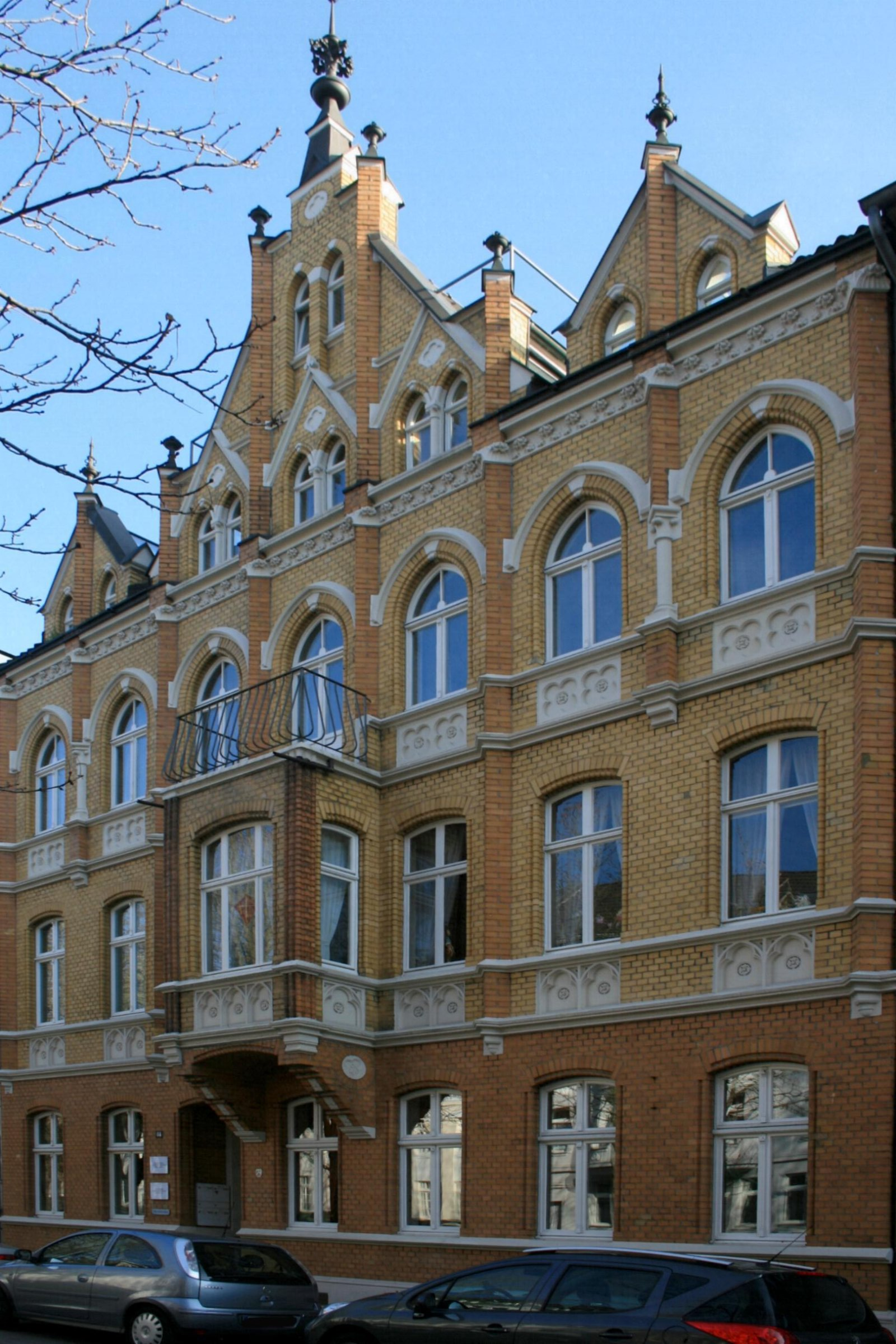
Drususallee 84 (1901/1902)

### An anderen Orten im Rheinland
- 1887 und 1893/1894: Restaurierung und neugotische Einwölbung von St. Johann Baptist in Niederaußem
- 1887–1888: St. Lambertus in Hückelhoven
- 1889–1890: Kirche St. Brigida in Baal (Kriegsschäden)
- 1889: katholisches Pfarrhaus in Boisheim[4]
- 1889–1890: Erweiterungsbau der Kirche St. Mariä Heimsuchung (1853 von Vincenz Statz) in Hehn (Erweiterung durch Oktogon und neuen Chor im Osten sowie zwei Westtürme)[5]
- 1891–1894: Kirche St. Lambertus in Bedburg
- 1893–1900: Herz-Jesu-Kirche in Köln-Mülheim (kriegszerstört bis auf die Außenmauern)[6]
- 1893: Kirche St. Dionysius in Gleuel (Kriegsschäden)
- 1894–1898: Kirche St. Jakobus der Ältere in Jüchen
- 1895–1896: Kirche St. Godehard in Vorst
- 1897–1901: Kirche St. Peter in (Alt-)Königshoven (1979/1980 abgerissen wegen des Braunkohletagebaus)
- 1899: neobarockes Wohn- und Geschäftshaus Mainzer Straße 36 in Bingen am Rhein (mit Carl Moritz)[7]
- 1899–1900: Kirche St. Maria Rosenkranz-Königin in Langenfeld-Wiescheid

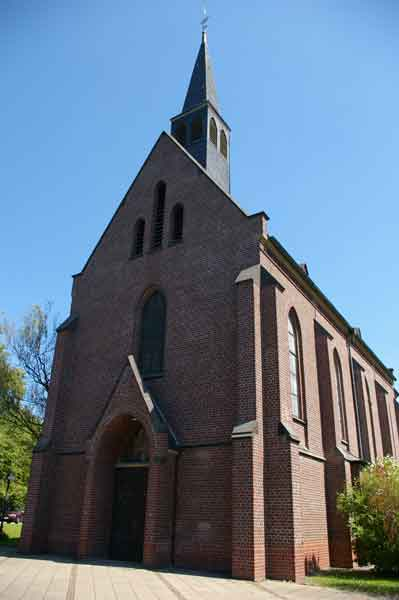
St. Maria Rosenkranzkönigin in Wiescheid
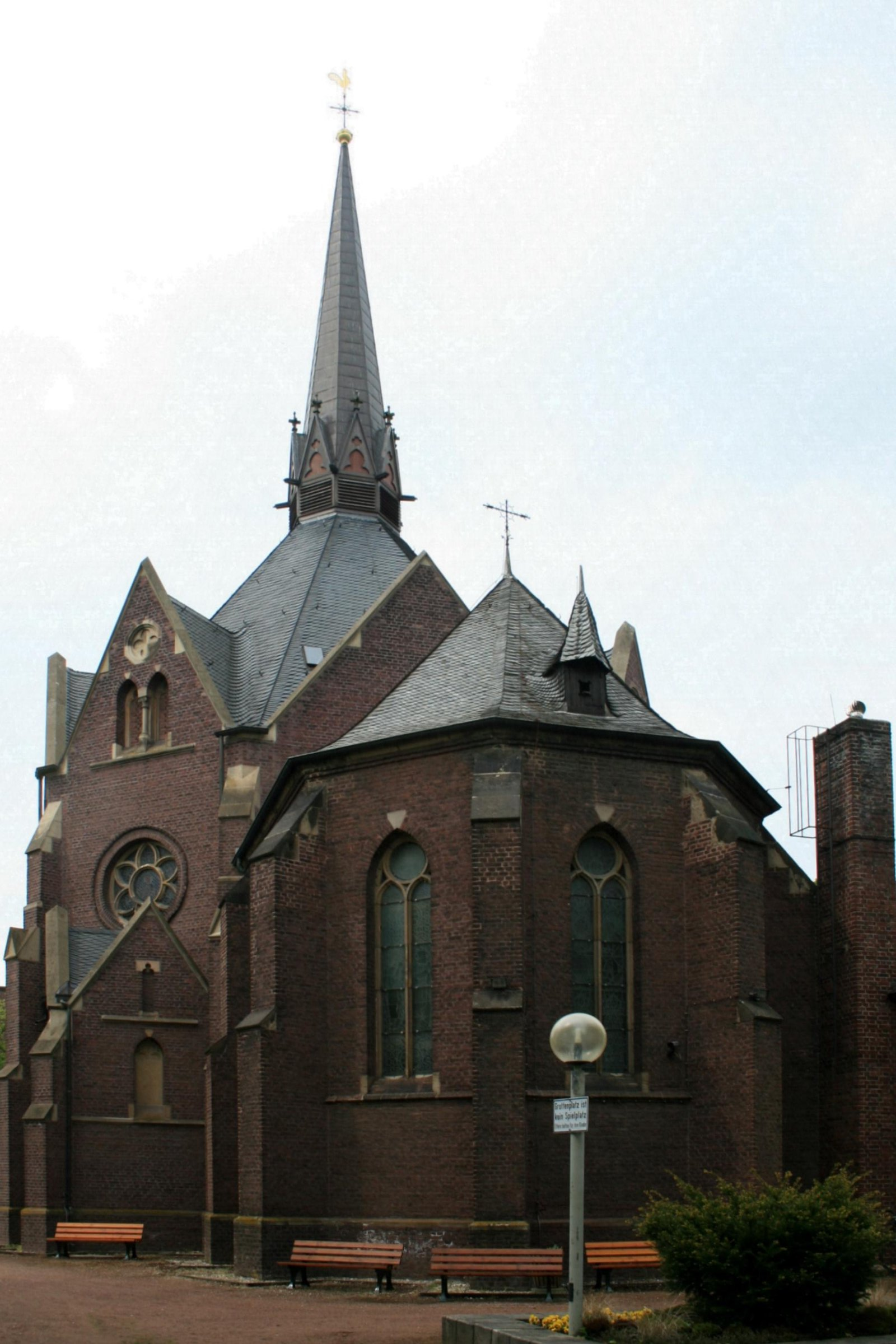
St. Mariä Heimsuchung in Hehn
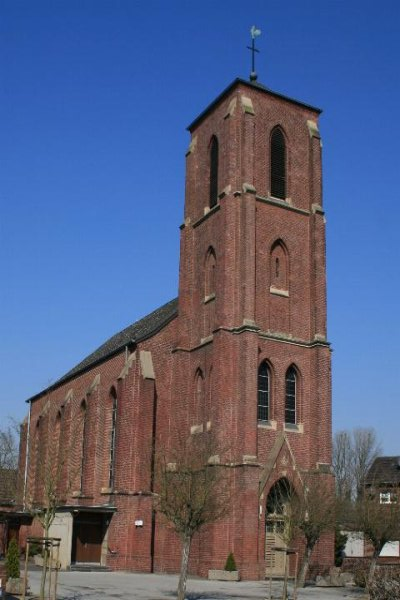
St. Brigida in Baal
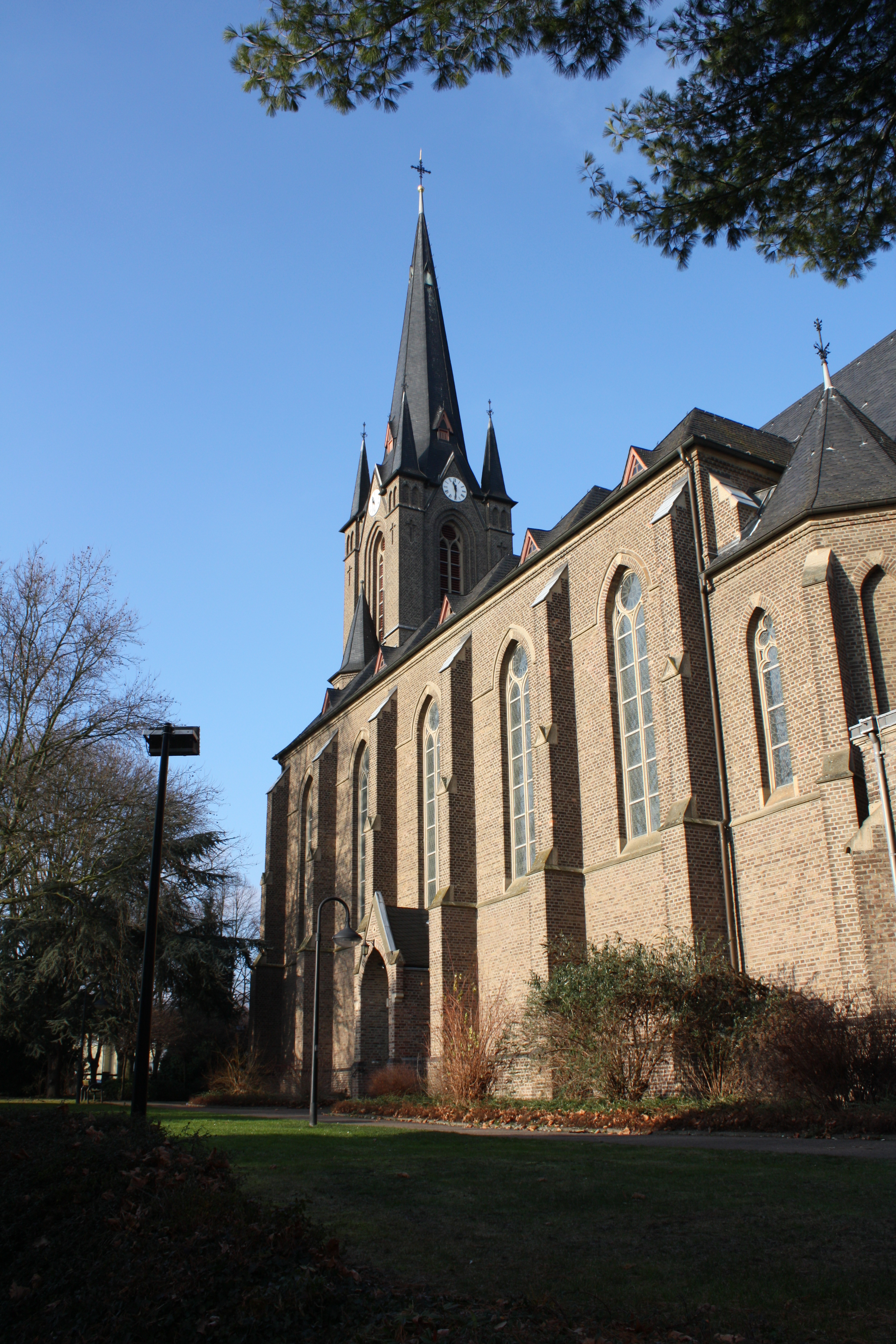
St. Dionysius in Gleuel
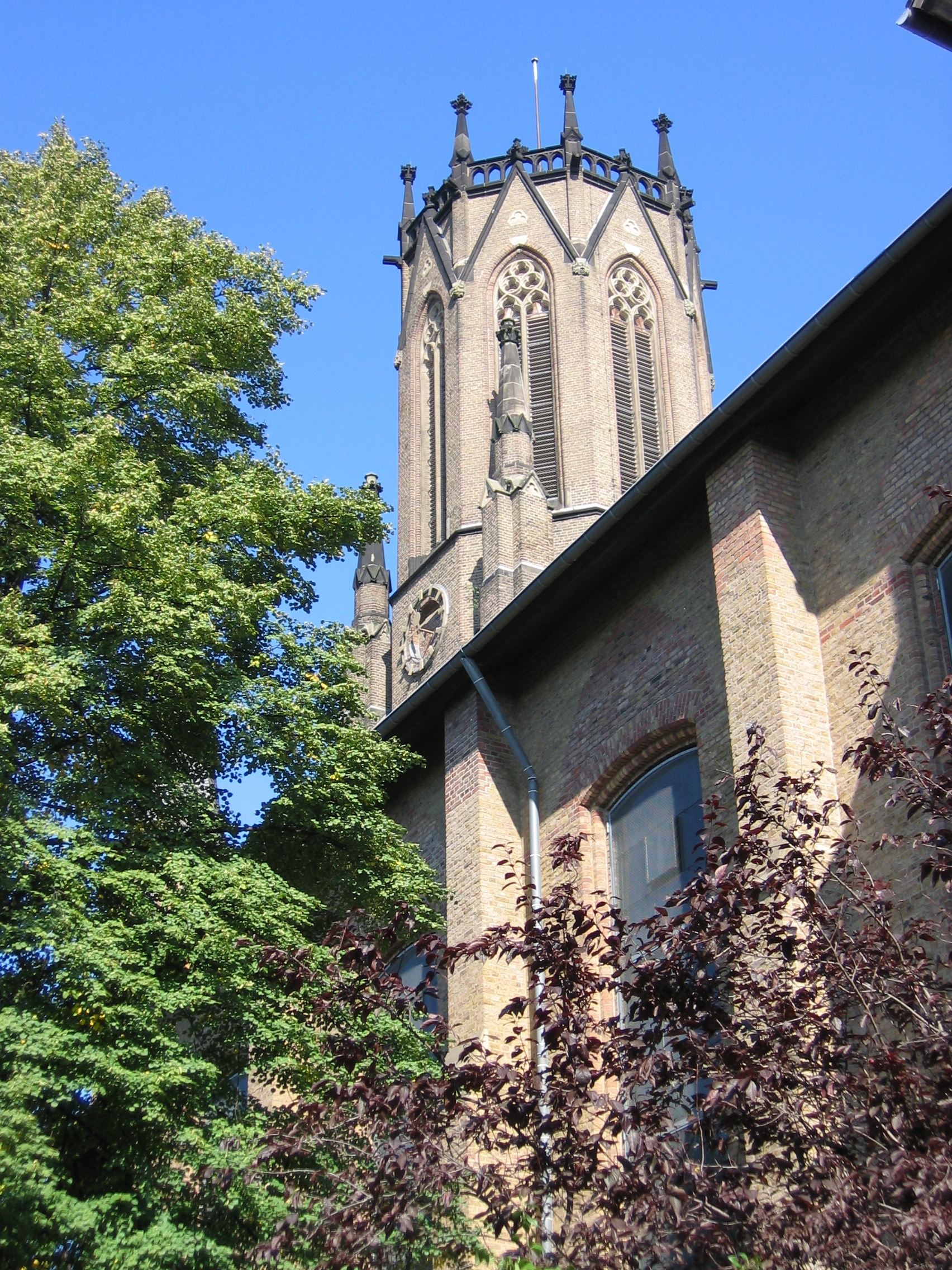
Herz-Jesu-Kirche in Köln-Mülheim
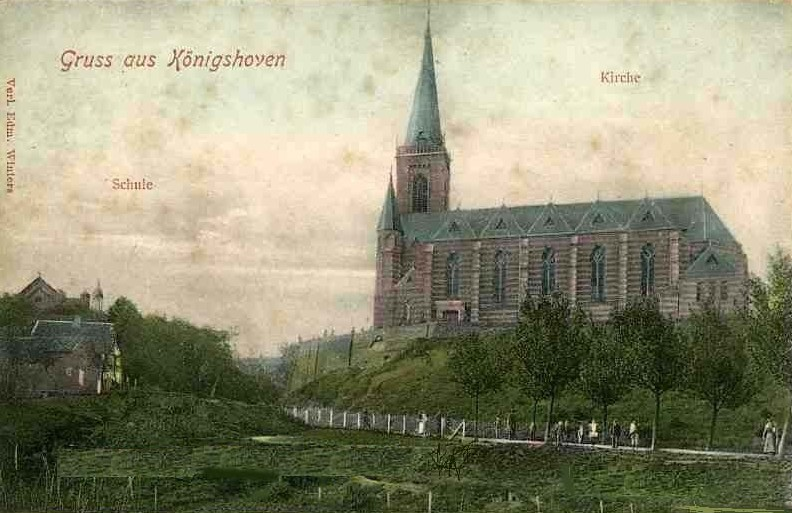
St. Peter in Alt-Königshoven